# Stal żaroodporna

Wykres fazowy żelazo-tlen (fragment)

Stal żaroodporna – jest to stal odporna na korozyjne działanie gazów utleniających w wysokich temperaturach (korozja chemiczna). Żaroodporność stali wynika głównie z możliwości tworzenia się na jej powierzchni zwartej zgorzeliny (pasywacja). Do temperatury ok. 560 °C utlenianie żelaza zachodzi stosunkowo wolno (powstaje Fe3O4, magnetyt), zaś powyżej tej temperatury zgorzelinę w większości tworzy FeO (wustyt), który krystalizuje z nadmiarem atomów tlenu (roztwór stały), co ułatwia dyfuzję jonów żelaza i przyspiesza utlenianie.
Stale żaroodporne zawierają w swym składzie dodatki stopowe o większym powinowactwie do tlenu niż żelazo, takie jak: krzem, aluminium, chrom.
W zależności od składu chemicznego można rozróżnić np. stale chromowe lub chromowo-niklowe, jednak bardziej rozpowszechniona jest klasyfikacja tych stali ze względu na ich strukturę. Rozróżnia się tu stale ferrytyczne, ferrytyczno-perlityczne, ferrytyczno-austenityczne i austenityczne. Stale o strukturze ferrytycznej i ferrytyczno-perlitycznej wykazują wysoką odporność na utlenianie, jednak nie nadają się do pracy przy większych obciążeniach mechanicznych.
Polska Norma PN-XX/H-86022 podaje szereg stali żaroodpornych i żarowytrzymałych, między innymi oznaczane symbolami: H5M, H6S2, 2H17, H13JS, H18JS, H24JS, H25T, H26N4, H18N9S, H23N13, H20N12S2, H23N18, H25N20S2, H25N20S2, H18N25S2 i stale zaworowe H9S2, H10S2M, 4H14N14W2M, 50H21G9N4.
Ze stali żaroodpornych i żarowytrzymałych wykonuje się elementy pieców, kotłów parowych, wentylatory do gorących gazów, skrzynki do nawęglania, komory spalania turbin gazowych oraz zawory tłokowych silników spalinowych.